# Lijst van Russische kunstschilders
Dit is een alfabetische lijst van Russische kunstschilders, inclusief de bekendste illustratoren en grafici. De namen zijn geschreven volgens de Nederlandse transliteratie, behalve als ze al in een andere schrijfwijze bekend zijn.

## A
Aleksandr Agin (1817-1875)
Ivan Ajvazovski (1817-1900)
Nikolaj Akimov (1901-1968)
Fjodor Aleksejev (ca. 1754-1824)
Natan Altman (1889-1970)
Fjodor Andrezen (1806-ca. 1880)
Joeri Annenkov (1889-1974)
Aleksej Antropov (1716-1795)
Abram Archipov (1862-1930)
Ivan Argoenov (1729-1802)

## B

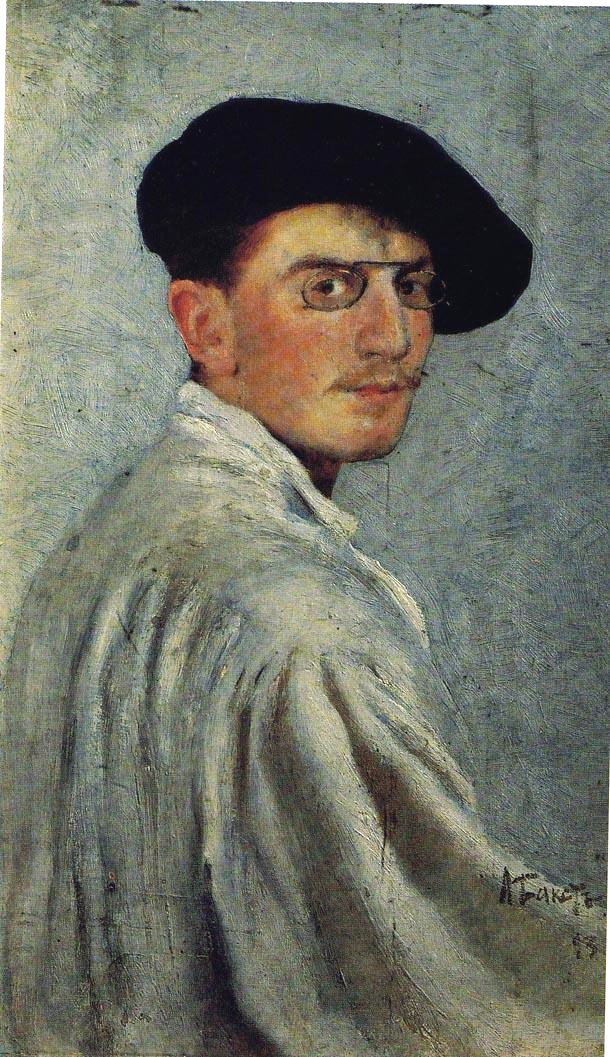
Leon Bakst

Léon Bakst (oorspronkelijk Lev Rosenberg) (1866-1924)
Pjotr Basin (1793-1877)
Karl Beggrov (1799-1875)
Alexandre Benois (1870-1960)
Jevstafi Bernardski (1819-1889)
Ivan Bilibin (1876-1942)
Dmitri Bisti (1925-1990)
Vitold Bjalynitski-Biroelja (1872-1957)
Michail Bobysjov (1885-1964)
Edoeard Boedogoski (1903-1976)
David Boerljoek (1882-1967)
Konstantin Bogajevski (1872-1943)
Nikolaj Bogdanov-Belski (1868-1945)
Aleksej Bogoljoebov (1824-1896)
Pjotr Boklevski (1816-1897)
Viktor Borisov-Moesatov (1870-1905)
Vladimir Borovikovski (1757-1825)
Osip Braz (1873-1936)
Aleksandr Brjoellov (1798-1877)
Karl Brjoellov (1799-1852)
Isaak Brodski (1884-1939)
Savva Brodski (1923-1982)
Fjodor Broeni (1799/1801-1875)
Lev Broeni (1894-1948)

## C
Marc Chagall (1887-1985)

## D
Aleksandr Dejneka (1899-1969)
Natalia Dik (1961)
Vladimir Dmitrijev (1900-1948)
Mstislav Doboezjinski (1875-1957)
David Doebinski (1920-1960)
Nikolaj Doebovskoj (1859-1918)
Aleksandr Drevin (1889-1938)
Valerian Dvorakovski (1904-1979)

## E
Aleksandra Ekster (1882-1949)

## F
Robert Falk (1886-1958)
Vladimir Favorski (1886-1964)
Pavel Fedotov (1815-1852)
Nikolaj Feofilaktov (1876-1941)
Nikolaj Fesjin (1881-1955)
Pavel Filonov (1882-1941)
Ivan Firsov (1730-1785)
Konstantin Flavitski (1830-1866)
Artur Fonvizin (1883-1973)

## G

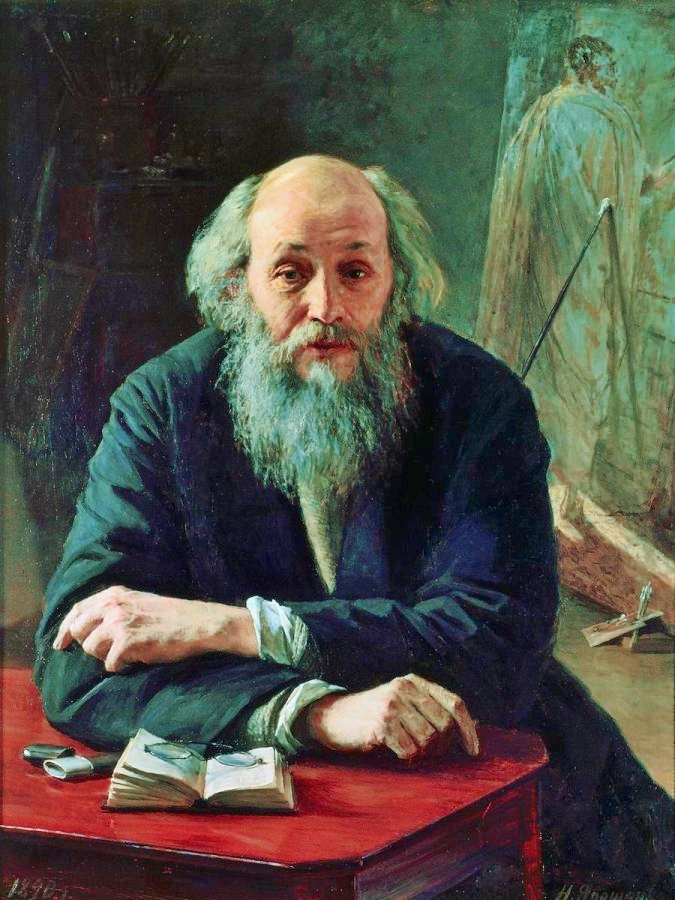
Nikolaj Ge

Grigori Gagarin (1810-1893)
Stepan Galaktionov (1779-1854)
Nikolaj Ge (1831-1894)
Michael L. Geller (1937-2007)
Aleksandr Gerasimov (1881-1963)
Sergej Gerasimov (1885-1964)
Ilja Glazoenov (*1930)
Jelena Goero (Notenberg) (1877-1913)
Aleksandr Golovin (1863-1930)
Andrej Gontsjarov (1903-1979)
Natalja Gontsjarova (1881-1962)
Konstantin Gorbatov (1876-1945)
Vitali Gorjajev (1910-1982)
Igor Grabar (1871-1960)
Feofan Grek (ca. 1340-ca. 1410)
Mitrofan Grekov (1882-1934)
Boris Grigorjev (1886-1939)

## H
Aleksej Harlamov (1840-1925)

## I
Boris Ioganson (1893-1973)
Konstantin Istomin (1887-1942)
Aleksandr Ivanov (1806-1858)
Andrej Ivanov (1775-1848)
Sergej Ivanov (1864-1910)
Viktor Ivanov (*1924)

## J
Georgi Jakoelov (1884-1928)
Marija Jakoentsjikova (1870-1902)
Aleksandr Jakovlev (1887-1938)
Nikolaj Jarosjenko (1846-1898)
Alexej von Jawlensky (1864-1941)
Vladimir Jegorov (1878-1960)
Konstantin Joeon (1875-1958)
Valentin Joestitski (1892-1951)

## K

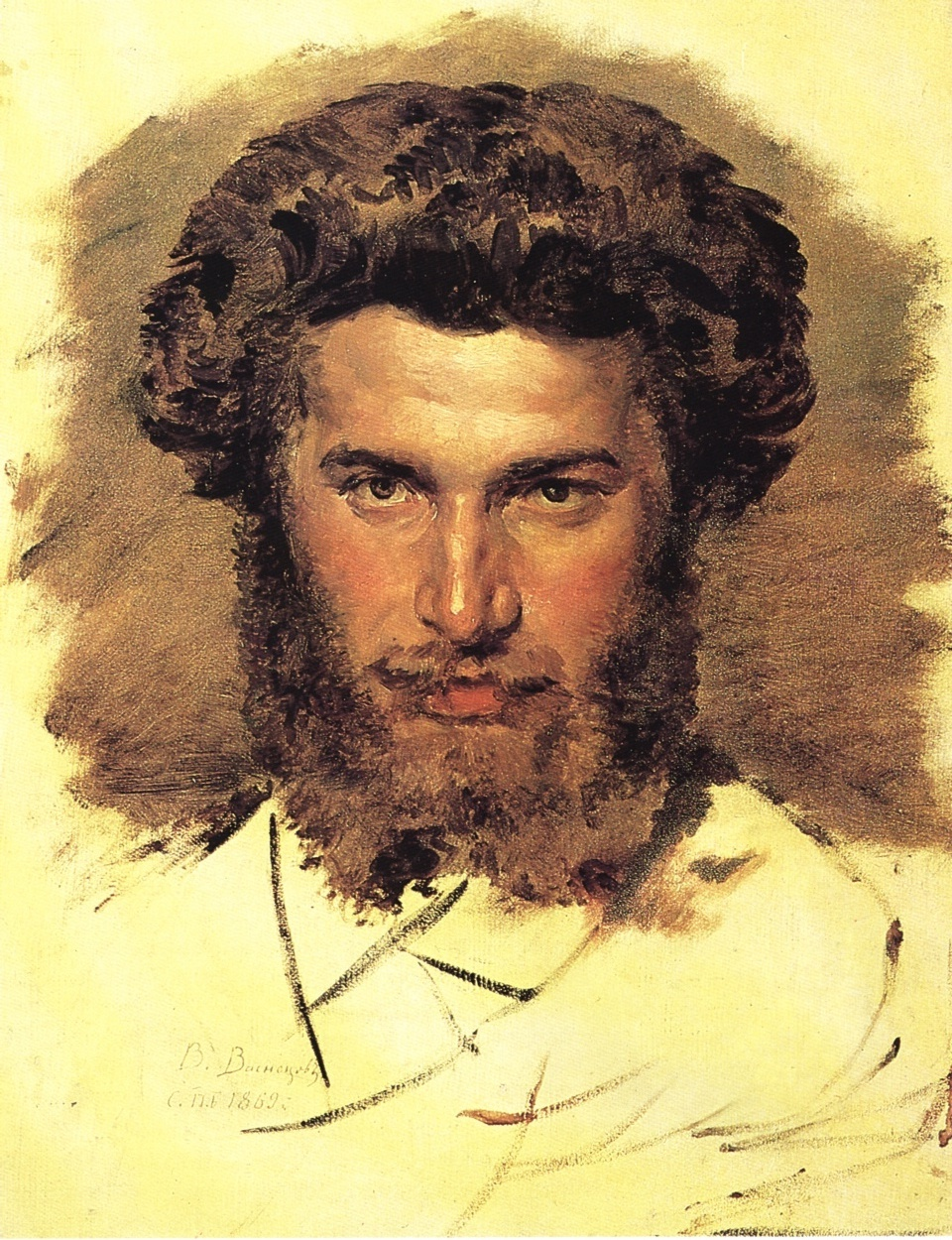
Archip Koeindzji

Ivan Kramskoj

Wassily Kandinsky (1866-1944)
Nikolaj Karazin (1842-1908)
Dmitri Kardovski (1866-1943)
Aleksej Karev (1879-1942)
Nikolaj Kasatkin (1859-1930)
Jevgeni Kibrik (1906-1978)
Orest Kiprenski (1782-1836)
Ivan Kljoen (Kljoenkov) (1870/1873-1943)
Michail Klodt (1832-1902)
Archip Koeindzji (1841-1910)
Nikolaj Koelbin (1868-1917)
Nikolaj Koeprejanov (1894-1933)
Aleksandr Koeprin (1880-1960)
Valentin Koerdov (1905-1989)
Boris Koestodijev (1878-1927)
Nikolaj Koezmin (1890-1987)
Pavel Koeznetsov (1878-1968)
Andrej Kolkoetin (1957-)
Vladimir Konasjevitsj (1888-1963) (illustrator)
Pjotr Kontsjalovski (1876-1956)
Pavel Korin (1892-1967)
Jemeljan Kornejev (1782-1839)
Konstantin Korovin (1861-1939)
Aleksej Kravtsjenko (1889-1940)
Ivan Kramskoj (1837-1887)
Jelisaveta Kroeglikova (1865-1941)
Nikolaj Krymov (1864-1958)

## L

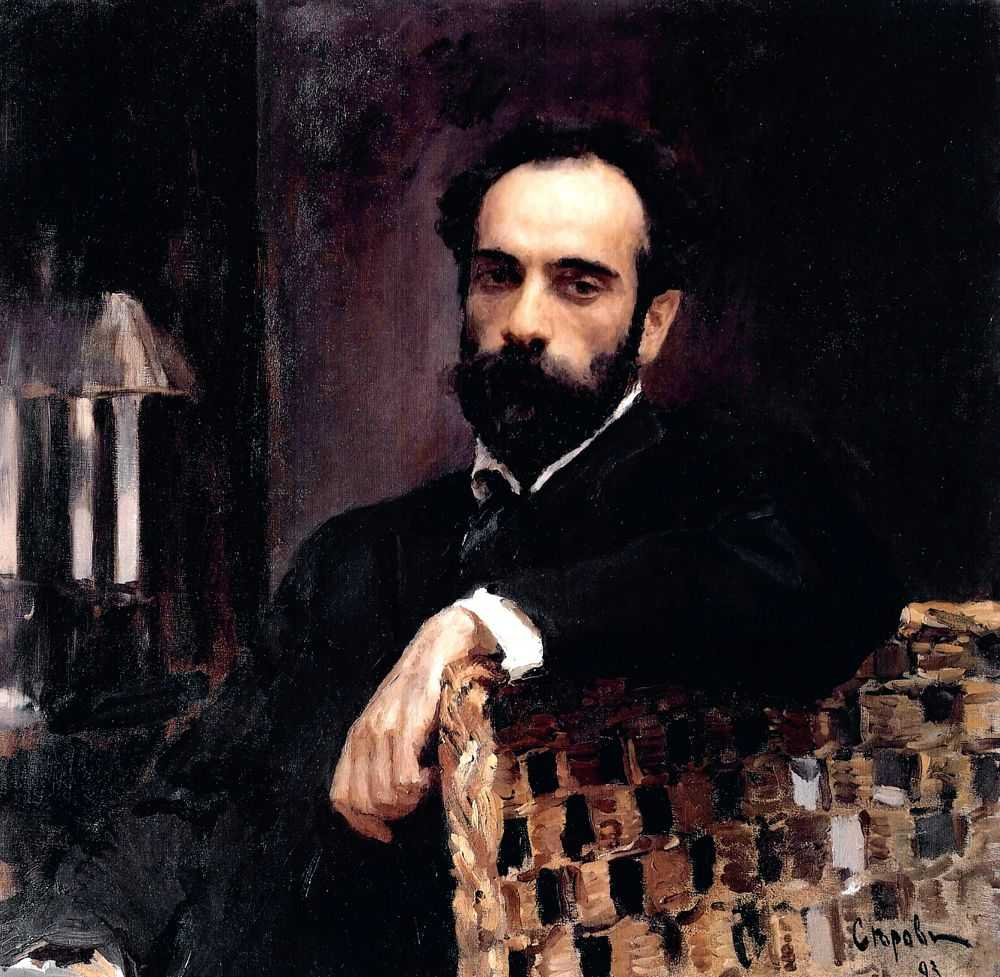
Isaak Levitan

Aleksandr Labas (1900-1983)
Aleksandr Laktionov (1910-1972)
Jevgeni Lansere (1875-1946)
Nikolaj Lapsjin (1888-1942)
Michail Larionov (1881-1964)
Aleksandr Lebedev (ca. 1828-1898)
Michail Lebedev (1811-1837)
Vladimir Lebedev (1891-1967)
Aristarch Lentulov (1882-1943)
Isaak Levitan (1860-1900)
Dmitri Levitski (1735-1822)
El Lissitzky (1890-1941)
Anton Losenko (1737-1773)
(Konstantin Lomykin (1924-1993)

## M

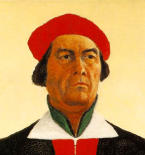
Kasimir Malewitsj

Alexandr Makovski (1869-1924)
Konstantin Makovski (1839-1915)
Vladimir Makovski (1846-1920)
Nikolaj Makovsky (1842-1886)
Vasili Maksimov (1844-1911)
Kazimir Malevitsj (1878-1935)
Filipp Maljavin (1869-1940)
Sergej Maljoetin (1859-1937)
Pavel Mansoerov (1896-1983)
Andrej Martynov (1768-1826)
Ilja Masjkov (1881-1944)
Vasili Mate (1856-1917)
Michail Matjoesjin (1861-1934)
Andrej Matvejev (tussen 1701 en 1704-1739)
Fjodor Matvejev (1758-1826)
Tatjana Mavrina (1902-1996)
Vladimir Milasjevski (1893-1976)
Pjotr Mitoeritsj (1887-1956)
Dmitri Mitrochin (1883-1973)
Grigori Mjasojedov (1834-1911)
Jevsej Moisejenko (1916-1988)
Dmitri Moor (Orlov) (1883-1946)
Andrej Mylnikov (*1919)

## N
Georgi Narboet (1886-1920)
Michail Nesterov (1862-1942)
Nikolaj Nevrev (1830-1904)
Ivan Nikitin (1690-1742)
Georgi Nisski (1903-1987)
Ignati Nivinski (1881-1933)

## O
Andrej Oechtomski (1771-1852)
Nadezjda Oedaltsova (1886-1961)
Grigori Oegrjoemov (1764-1823)
Nikolaj Oeljanov (1875-1949)
Simon (Pimen) Oesjakov (1626-1686)
Nikolaj Oetkin (1780-1863)
Pjotr Oetkin (1877-1934)
Aleksandr Orlovski (1777-1832)
Aleksandr Osmerkin (1892-1953)
Ilja Ostrooechov (1858-1929)
Anna Ostrooemova-Lebedeva (1871-1955)

## P
Aleksej Pachomov (1900-1973)
Leonid Pasternak (1862-1945)
Vasili Perov (1834-1882)
Koezma Petrov-Vodkin (1878-1939)
Joeri Pimenov (1903-1977)
Arkadi Plastov (1893-1972)
Ivan Pochitonov (1850-1923)
Vasili Poekirev (1832-1890)
Vasili Polenov (1844-1927)
Jelena Polenova (1850-1898)
Ljoebov Popova (1889-1924)
Sergej Pozjarski (1900-1970)
Illarion Prjanisjnikov (1840-1894)

## R

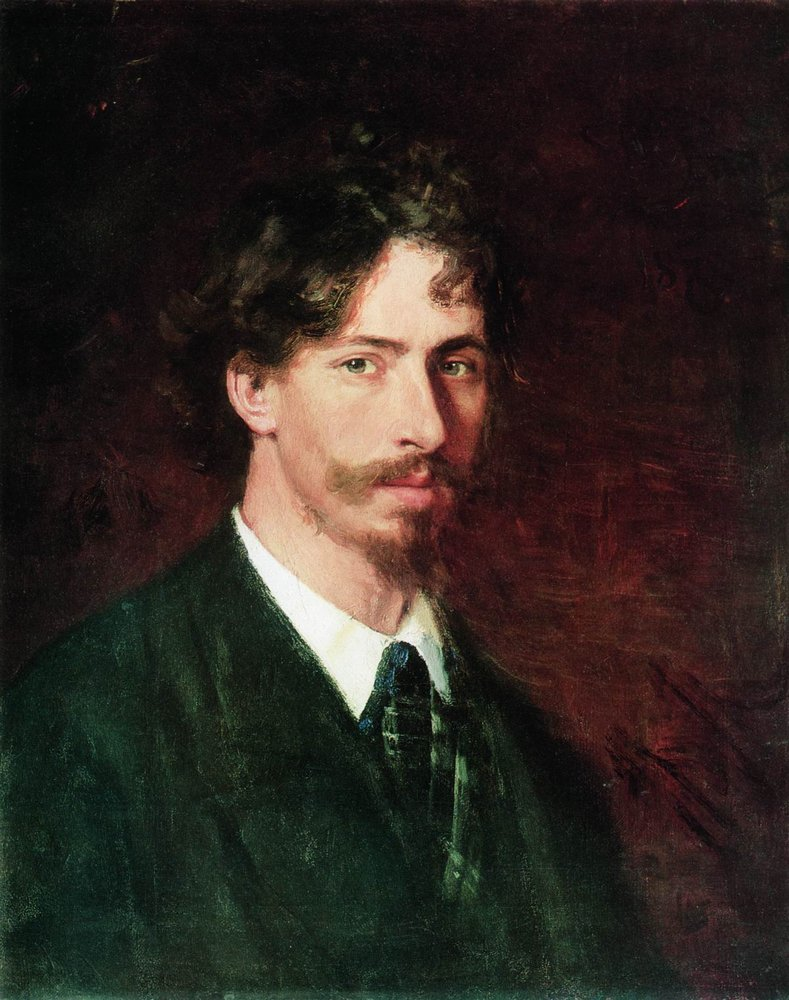
Ilja Repin

Nikolaj Radlov (1889-1942)
Kliment Redko (1897-1956)
Ilja Repin (1844-1930)
Andrej Rjaboesjkin (1861-1904)
Vera Nikolajevna Rockline (1896-1934)
Michail Rodionov (1885-1956)
Aleksandr Rodtsjenko (1891-1956)
Andrej Roebljov (* 1360-1370; + ca. 1430)
Konstantin Roedakov (1891-1949)
Nikolaj Rjorich (1874-1947)
Aleksandr Roesakov (1898-1952)
Fjodor Rokotov (1735-1808)
Franz Roubaud (1856-1928)
Olga Rozanova (1886-1918)
Vasili Rozjdestvenski (1884-1963)
Eugene Rukhin (1944-1976)
Arkadi Rylov (1870-1939)
Vadim Ryndin (1902-1974)

## S

Valentin Serov

Ivan Sjisjkin

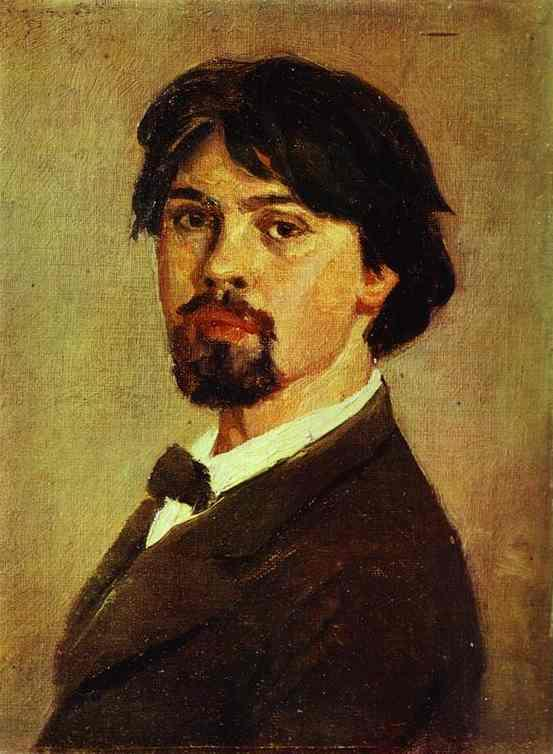
Vasili Soerikov

Konstantin Savitski (1844-1905)
Aleksej Savrasov (1830-1897)
Vasili Sadovnikov (1800-1879)
Aleksandr Samochvalov (1894-1971)
Nikolaj Sapoenov (1880-1912)
Zinaida Serebrjakova (1884-1967)
Valentin Serov (1865-1911)
Vasili Sjeboejev (1777-1855)
Aleksandr Sjevtsjenko (1882-1948)
Ivan Sjisjkin (1832-1898)
Vasili Sjoechajev (1887-1973)
Silvestr Sjtsjedrin (1745-1804)
Vjatsjeslav Sjvarts (1838-1869)
Gavrila Skorodoemov (1755-1792)
Sergej Soedjejkin (1882-1946)
Vasili Soerikov (1848-1916)
Michail Sokolov (1885-1947)
Pjotr Sokolov (1791-1848)
Leonid Solomatkin (1837-1883)
Konstantin Somov (1869-1939)
Grigori Soroka (1823-1864)
Dmitri Stjelletski (1875-1947)
Aleksej Stjepanov (1858-1923)
Varvara Stjepanova (1894-1958)
David Stjerenberg/Sternberg (1881-1948)
Nikolaj Svertsjkov (1817-1898)

## T
Vladimir Tatlin (1885-1953)
Vasili Timm (1820-1895)
Leonard Toerzjanski (1875-1975)
Fjodor Tolstoj (1783-1873)
Vasili Tropinin (1776-1857)
Jevgeni Tsjaroesjin (1901-1965)
Vasili Tsjekrygin (1897-1922)
Jevgraf Tsjemesov (1737-1765)
Grigori Tsjernetsov (1801-1865)
Nikanor Tsjernetsov (1805-1879)
Ivan Tsjeski (1777-1848)
Kosma Tsjeski (1776-1813)
Sergej Tsjechonin (1878-1936)
Pavel Tsjistjakov (1832-1919)
Aleksej Tyranov (1808-1859)
Nikolaj Tyrsa (1887-1942)
Aleksandr Tysjler (1898-1980)

## V

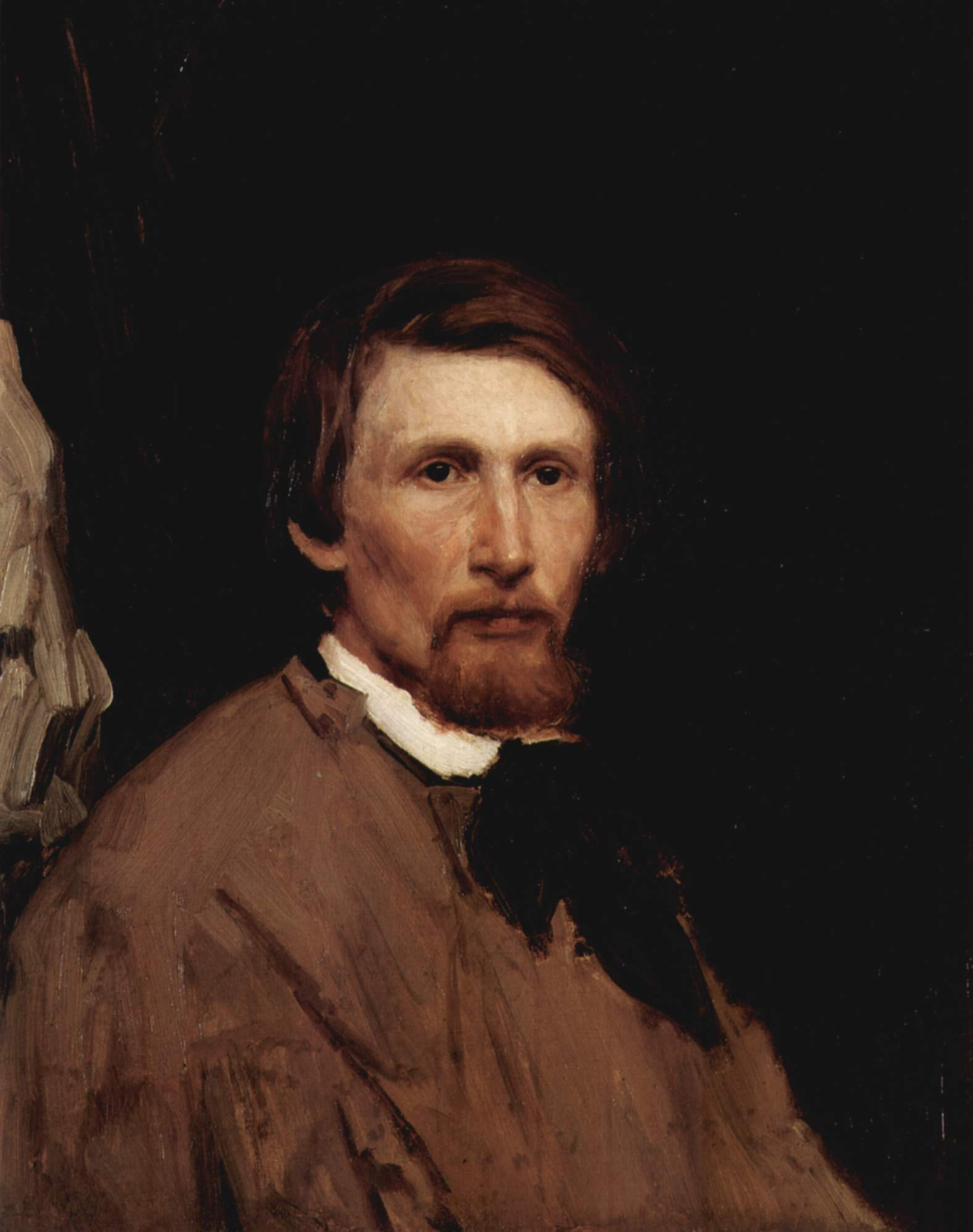
Viktor Vasnetsov

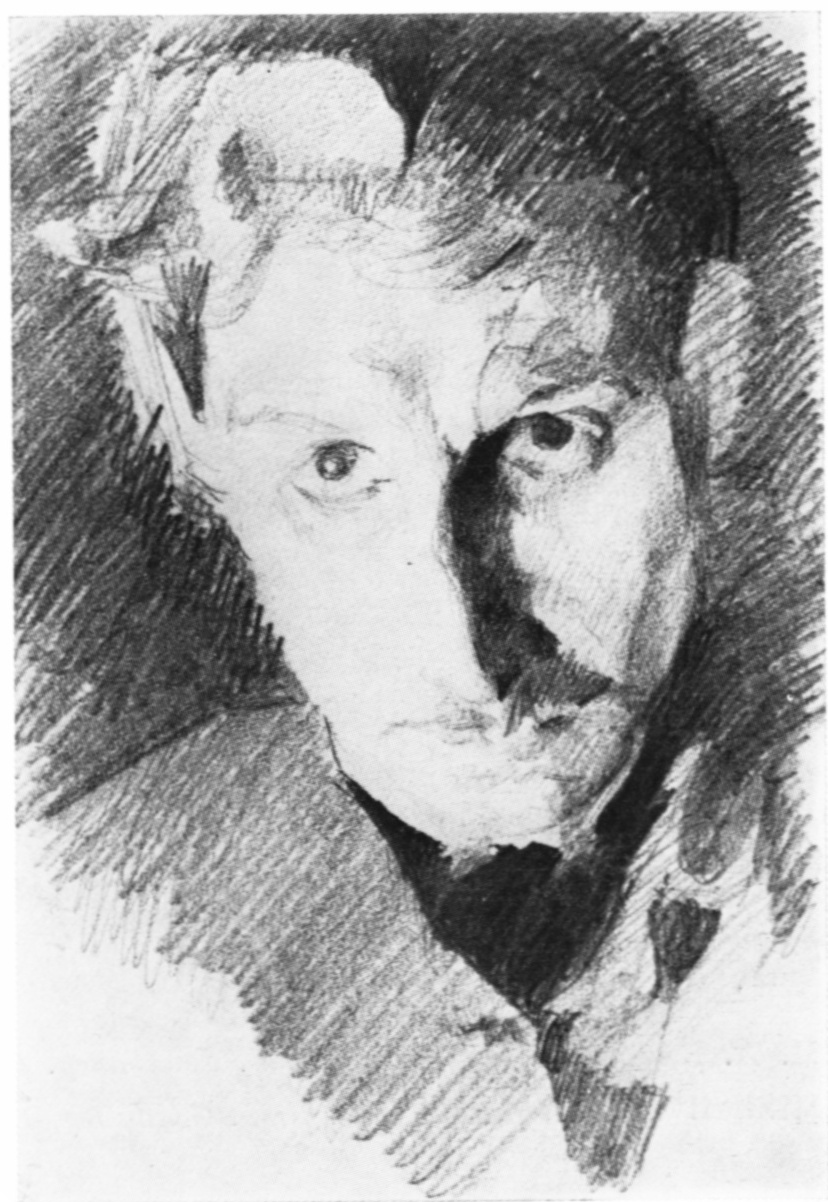
Michail Vroebel

Aleksandr Varnek (1782-1843)
Fjodor Vasiljev (1850-1873)
Apollinari Vasnetsov (1856-1933)
Joeri Vasnetsov (1900-1973)
Viktor Vasnetsov (1848-1926)
Vasili Vatagin (1884-1969)
Aleksej Venetsianov (1780-1847)
Georgi Verejski (1886-1962)
Orest Verejski (1915-1993)
Vasili Veresjtsjagin (1842-1904)
Bogdan Villevalde (1819-1903)
Pjotr Viljams (1902-1947)
Ivan Visjnjakov (1699-1761)
Maksimilian Volosjin (1877-1932)
Maksim Vorobjev (1787-1855)
Michail Vroebel (1856-1910)

## W
Marianne von Werefkin (1860-1938)

## Z
Viktor Zamirajlo (1868-1939)
Sergej Zarjanko (1818-1870)
Nikolaj Zinovjev (1888-1979) miniatuurschilder
Dmitri Zjilinski (*1927)
Nikolaj Zjoekov (1908-1973) graficus
Stanislav Zjoekovski (1873/1875-1944)
Aleksej Zoebov (1682-1750) graveur, illustrator